# Alphonse Parfondry
Alphonse Parfondry   (Havelange, 12 de febrer de 1896 - 28 de setembre de 1978) va ser un ciclista belga que va prendre part en els Jocs Olímpics de París de 1924.
Va guanyar la medalla de plata en la contrarellotge per equips, formant equip amb Henri Hoevenaers i Jean van den Bosch. A la contrarellotge individual finalitzà en sisena posició.